# Casa Gerassi

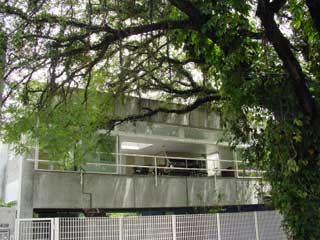
Casa Gerassi.

La Casa Gerassi es una vivienda ubicada en la ciudad brasileña de São Paulo. Fue proyectada en 1990 por Paulo Mendes da Rocha y su construcción fue finalizada en 1991. Fue construida con bloques prefabricados de hormigón de la compañía Reago Construções y se ha convertido en un punto de visita de arquitectos que pasan por la ciudad. 
La casa está inspirada en la estructura de un puente. Es una obra de compleja simplicidad: un único volumen elevado sobre una luz de 15 metros. Sus proporciones y las amplias aberturas que permiten la entrada de luz solar y aire, hacen que cuente con una muy buena iluminación natural. El propietario del inmueble es Antônio Gerassi, de quien la casa toma el nombre.